# 3627 Sayers
3627 Sayers је астероид главног астероидног појаса са средњом удаљеношћу од Сунца која износи 2,348 астрономских јединица (АЈ).
Апсолутна магнитуда астероида је 13,2.